# Vaut mieux en rire
Du tac au tac
Vaut mieux en rire est une série télévisée québécois en douze épisodes de 50 minutes diffusée entre le 12 septembre 1982 et le 10 mars 1985 en première partie de Les Beaux Dimanches à la Télévision de Radio-Canada. Elle reprend la distribution de la série Du tac au tac.

## Fiche technique
- Scénarisation : André Dubois
- Réalisation : Jean Bissonnette et Jacques Payette
- Société de production : Société Radio-Canada

## Distribution
- Roger Lebel : Jean-Jacques Lemay
- Michel Forget : Mario Duquette
- Normand Chouinard : Gaétan Brouillard
- Marthe Choquette : Thérèse Duquette
- Jean-Pierre Chartrand : Louis Gauthier
- Gérard Poirier : Antoine Gamache
- Jo-Ann Quérel : Jocelyne Sylvain
- Nicole Filion : Florence Lemay
- Véronique Le Flaguais : Catherine Lemay
- André Dubois : J.-Y. Morin et Henri Guillemin
- Ghyslain Tremblay : employé de la station
- Jean-Guy Moreau : Claude Ryan et Jean Drapeau
- Fernand Gignac : ministre japonais de l'Économie
- Pauline Martin : rôles multiples

et aussi :
- Réal Béland (1982-1983)
- Gérard-Marie Boivin
- Sylvie Boucher
- Jacques Boulanger
- André Cartier
- France Castel
- Michel Côté
- Michel Desrochers
- Mireille Deyglun
- Jean Ducharme
- Jacques Fauteux
- Edgar Fruitier
- Paul Houde
- Denis Larue
- Gaston L'Heureux
- Louise Latraverse
- Monique Miller
- Rose Ouellette
- Béatrice Picard
- Louise Rémy
- Mario Verdon
- Lionel Villeneuve

## Épisodes
1. Le Sommet de Mario (12 septembre 1982)
2. Miracle japonais (10 octobre 1982)
3. La Télévision idéale (13 février 1983)
4. La Dynastie des Duquette (6 mars 1983)
5. Les Sept péchés capitaux (11 septembre 1983)
6. La Civilisation des loisirs (16 octobre 1983)
7. Un monde en décadence (20 novembre 1983)
8. Opération Acapulco (19 février 1984)
9. L'Éducation (30 septembre 1984)
10. Le Chômage (18 novembre 1984)
11. L'Impôt (3 février 1985)
12. La Justice (10 mars 1985)